# 자웅모자이크

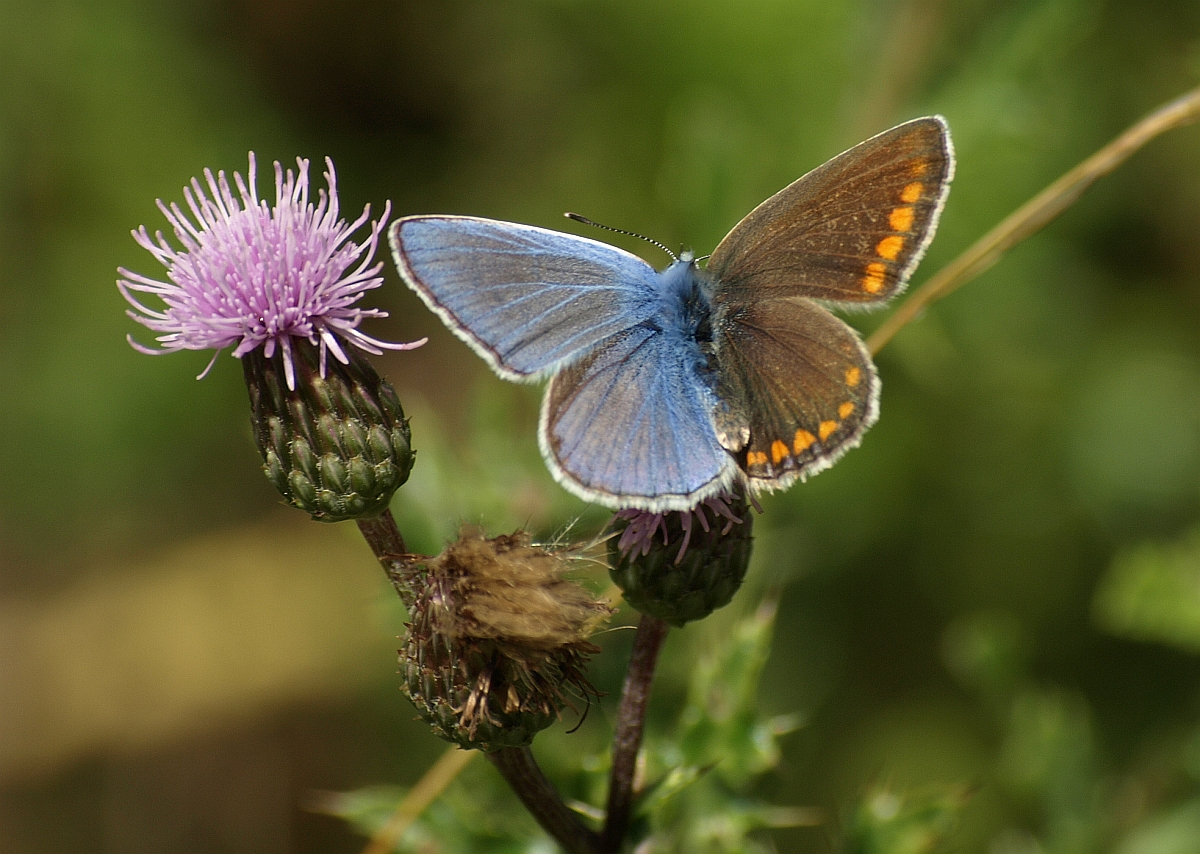
연푸른부전나비

자웅모자이크(gynandromorph)는 수컷과 암컷의 특징을 모두 보이는 생물이다. 영단어 gynandromorph는 여성을 의미하는 그리스어 γυνή (gynē)와 형태를 의미하는 그리스어 μορφή (morphē)가 결합된 단어이며 주로 곤충학 분야에 사용된다. 자웅모자이크는 주로 나비, 거미, 새와 같은 강한 성적 이형성을 지닌 생물들에게서 주로 식별되지만 다른 수많은 종류의 생물에게서도 관찰된다.

## 발생
자동모자이크는 1700년대부터 나비목(나비, 나방)에서 목격되었다. 바닷가재, 게 등의 갑각류, 거미, 진드기, 파리목, 잠자리, 개미, 흰개미, 꿀벌류, 도마뱀아목, 뱀, 설치류, 수많은 종의 새에서도 발견되었다.

## 같이 보기
- 양성성
- 키메라 (유전학)
- 자웅동체
- 간성 (성)